# Тихон (Лященко)
Архиепи́скоп Ти́хон (в миру Тимофе́й Ива́нович Ля́щенко; 22 февраля (6 марта) 1875, слобода Куликовка, Острогожский уезд, Воронежская губерния — 11 (24) февраля 1945, Карловы Вары) — епископ Русской православной церкви заграницей, архиепископ Берлинский и Германский. Экстраординарный профессор Киевской духовной академии (1913).

## Биография
Родился 22 февраля 1875 года в слободе Куликовке Острогожского уезда Воронежской губернии (ныне село Куликовка Кантемировского района Воронежской области) в семье псаломщика.
В 1889 году окончил Павловское духовное училище по первому разряду. В том же году году поступил на полуказённое содержание в Воронежскую Духовную семинарию.
В 1890—1891 учебном году сблизился с преподававшим в течение одного учебного года в Воронежской семинарии выпускником Московской духовной академии Николаем Никаноровичем Глубоковским, который весьма высоко оценил способности Тимофея Лященко. С этого периода сложились практически не прекращавшиеся доверительные отношения между ними, плодом которых стала активная переписка, до сих пор
не опубликованная. В 1895 году окончил Воронежскую духовную семинарию по первому разряду.
24 ноября 1895 года был рукоположен в сан диакона епископом Воронежским и Задонским Анастасием (Добрадиным) к Петропавловской церкви слободы Лыковой Острогожского уезда. Проходил должность учителя одноклассной церковно-приходской школы.
5 сентября 1896 года, по прошению, перемещён к Воскресенскому храму села Красного Новохопёрского уезда.
19 ноября 1898 года рукоположён в сан священника к Богословской церкви села Солонецкого Коротоякского уезда. В этот период активно и успешно занимался противораскольнической миссией, о чём опубликовал статью в «Воронежских епархиальных ведомостях». По воспоминаниям архиепископа Тихона, он в ту пору сознательно отказался от поступления в академию, чтобы нести миссионерское служение на сельском приходе «в самом центре сектантства и раскола». Только через год после кончины супруги, в 1904 году, он решает поступить в духовную академию.
11 сентября 1905 года был уволен за штат для поступления в Киевскую духовную академию.
22 августа 1908 года был временно определён в Михайловскую церковь при Киевской Дегтярёвской богадельне.
В 1909 году окончил Киевскую духовную академию со степенью кандидата богословия за диссертацию «Жизнь святителя Кирилла, архиепископа Александрийского», которая была признана одним из лучших исследований выпускников Киевской академии 1909 года. Он был оставлен при академии профессорским стипендиатом по кафедре патрологии.
Преподавал в академии пастырское богословие и гомилетику. Состоял членом Киевского клуба русских националистов.
20 июня 1909 года митрополитом Киевским и Галицким Флавианом (Городецким) был утверждён в учёной степени и должности настоятеля церкви при Киевской Дегтяревской богадельне.
В 1911 году был назначен исполняющим должность доцента.
В 1913 году удостоен степени магистра богословия и определён экстра-ординарным профессором Киевской духовной академии.
2 августа 1914 года в Киево-Печерской Лавре был пострижен в монашество с наречением имени Тихон, а 6 августа возведён в сан архимандрита и назначен инспектором той же академии. Пробыл в этой должности до 1918 года.
По воспоминаниям Н. Д. Тальберга, близко знавшего его: «Будучи инспектором Киевской Духовной Академии, он намеревался создать в окрестностях города женский миссионерский монастырь, наподобие известной Лесненской обители на Холмщине. Духовником его был почитаемый старец Алексий Голосеевский. В конце января 1917 года архимандрит Тихон поведал ему свой план. Старец-провидец, с грустью взглянув на него, ответствовал: „Что задумал, отче. Не до построек теперь. Вскоре обители и храмы будут разрушаться“».
6 июля 1918 года включён в состав специальной следственной комиссии для всестороннего выяснения всех обстоятельств убийства митрополита Киевского Владимира (Богоявленского).
В 1919 году эмигрировал из России. С 1920 по май 1921 года был настоятелем храма Николая Мирликийского в Софии, затем настоятельсвовал в Берлине.
12 апреля 1924 года по инициативе епископов Архиерейского синода РПЦЗ и вопреки мнению митрополита Евлогия архимандрит Тихон был избран епископом Берлинским, викарием Западно-Европейской епархии для приходов в Германии с правами автономного викариатства. 11 мая 1924 года в Берлине состоялась его архиерейская хиротония во епископа Берлинского, которую несмотря на критическое отношение, совершили митрополит Евлогий (Георгиевский) и епископ Сергий (Королёв).
1 июля 1926 году Архиерейским синодом РПЦЗ был назначен правящим архиереем новосозданной Германской епархии с местопребыванием в Берлине. Митрополит Евлогием не признал этого акта и 11 июля того же года запретил епископа Тихона в священнослужении. Именно конфликт между митрополитом Евлогием и епископом Тихоном стал видимым поводом для раскола между «евлогианами» и «карловчанами». Почти все Германские приходы последовали за епископом Тихоном. Напротив, во Франции большинство приходов последовали за митрополитом Евлогием, покинув РПЦЗ.
По воспоминаниям Н. Д. Тальберга: «Храню о нём память, как о замечательном духовнике, много давшем мне. Был я свидетелем его кипучей административной деятельности. Глубокая духовность сочеталась у него с большой работой на пользу Церкви, иногда не достигавшей цели, что не ослабляло его дальнейшей энергии». Благодаря его усилиям, 14 марта 1936 года правительство Пруссии вынесло постановление о присвоении православной Берлинской и Германской епархии РПЦЗ статуса корпорации публичного права. Это постановление было распространено и на другие земли страны. Прочие православные юрисдикции оказались в положении частных организаций, не пользующихся покровительством немецкого государства. В условиях наступившей гитлеровской диктатуры это означало, что переход германских храмов митрополита Евлогия в РПЦЗ становился лишь делом времени.
28 сентября 1936 года был возведён в сан архиепископа решением Архиерейского синода РПЦЗ. 26 октября 1937 года назначен председателем Учебного комитета при Архиерейском синоде РПЦЗ.
24 февраля 1938 года решением Архиерейского Синода РПЦЗ уволен на покой. Причиной увольнения архиепископа Тихона стали финансовые нарушения в его епархии. 12 июня того же года принял участие в торжественном освящении нового кафедрального собора Берлинской епархии, построенного при его участии по проекту архитектора Шельберга.
Выйдя на покой переехал в Югославию, где с благословения Патриарха Сербского Гавриила поселился в Монастыре Раковица. Пребывая в монастыре Раковица, архиепископ Тихон продолжил весьма активную церковную деятельность. В 1938 году он был участником Второго всезарубежного собора. В этот период он настаивал на необходимости скорейшего восстановления молитвенного и евхаристического общения с епархией митрополита Евлогия, активно противостоял разного рода мистическим и масонским организациям в русской эмиграции. Основная деятельность
архиепископа Тихона как председателя Учебного комитета РПЦЗ также приходится на время его пребывания на покое.
19 сентября 1944 года вместе с митрополитом Анастасием (Грибановским) и ещё 13 персонами прибыл в Германию из Белграда через Вену. 10 ноября 1944 года поселился в Карлсбаде (Карловы Вары).
Здесь 24 февраля 1945 года архиепископ Тихон скоропостижно скончался. Похоронен на городском кладбище.

## Сочинения
- Присоединение к православию // Воронежские епархиальные ведомости. 1902. — № 6, 15 марта. — С. 250—254.
- Поучение на праздник Успения Пресвятой Богородицы // «Труды Киевской духовной академии» 1914, сентябрь-октябрь, с. 7.
- «О Промысле и предопределении Божием». Слово в пяток первой седмицы Великого поста // «Труды Киевской духовной академии» 1915, апрель, с. 1.
- «Коптские акты 3-го Вселенского Собора» // «Труды Киевской духовной академии». 1914, март, с. 393, 1915, июль-август, с. 400, 1915, декабрь, с. 491.
- «Слово в день обретения Казанския чудотворныя иконы Богоматери» // «Труды Киевской духовной академии» 1915, сентябрь, с. 8.
- «Слово в день Успения Богородицы». (Смерть и успение) // «Труды Киевской духовной академии» 1915, октябрь-ноябрь, с. 195.
- «Слово в пяток четвёртой седмицы Великого поста, при воспоминании страстей Христовых (об отношении к пастырям церковным)» // «Труды Киевской духовной академии» 1911, апрель, с. 541.
- «Св. Кирилл, еп. Александрийский. Его жизнь и деятельность». Изд. Киев, 1913.
- Листок: «Пьянство, его пагубность и борьба с ним». Указ на лит. труд см. «ТКДА» 1914, т. III, с. 560.
- «Слово в день празднования 1600-летия издания Миланского Эдикта. Победа христианства над язычеством и уроки из неё для нашего времени» // «Труды Киевской духовной академии» 1913, ноябрь, с. 1.
- «Значение св. Кирилла Александрийского в истории христианского богословия» // «Труды Киевской духовной академии» 1913, май, с. 94.
- «Слово в пяток четвёртой недели Великого поста, при воспоминании страстей Христовых (смысл и значение поклонения Кресту Господню)» // «Труды Киевской духовной академии» 1913, апрель, с. 21.
- «Слово в день 300-летия воцарения дома Романовых». (Церковь Православная — опора престола и Царства Всероссийского) // «Труды Киевской духовной академии» 1913, март, с.1.
- «Слово в пяток третьей седмицы Великого поста, при воспоминании страстей Христовых. О мешке, суме и мече» // «Труды Киевской духовной академии» 1914, апрель, с. 10.
- Поучение на праздник Успения Пресвятыя Богородицы : Произнес. в великой церкви Киево-Печер. Успен. лавры 15 авг. 1914 г. / [Архим. Тихон] Киев : тип. АО «Петр Барский в Киеве», [1914]
- Аскетизм, как основа русской культуры / Проф. архим. Тихон. Москва : тип. А. Снегиревой, 1915
- «Страсти Христовы и страждущая Русь». (Слово в пяток 1 седмицы Великого поста) // «Труды Киевской духовной академии» 1916, апрель. с. 1.
- «Слово в день Успения Пресвятыя Богородицы» // «Труды Киевской духовной академии» 1916, декабрь, с.1.
- «Слово в пяток 1 седмицы Великого поста». (Три урока у Креста Христова) // «Труды Киевской духовной академии» 1917, январь-февраль, с. 5.